# Stazione di Celle Ligure (1868)
La stazione di Celle Ligure è stata una stazione ferroviaria, posta sul vecchio tracciato a binario unico della ferrovia Genova-Ventimiglia, al servizio del comune omonimo, in provincia di Savona. È stata dismessa nel 1977 insieme al tratto di ferrovia dove si trovava a causa dell'apertura del nuovo tracciato a doppio binario.

## Storia
La stazione venne inaugurata il 25 maggio 1868 in concomitanza con l'apertura del tronco da Voltri a Savona della linea Genova-Ventimiglia.
Alla stazione fino al 1964 transitavano ancora convogli trainati da locomotive a trazione trifase. Da quella data l'intera tratta dove era posto l'impianto venne convertita nel sistema a corrente continua ed il trifase perdeva uno dei suoi capisaldi principali, oltre a Genova anche Torino nel 1961.
Venne dismessa nel 1977 a causa dell'apertura del nuovo tratto di ferrovia a doppio binario da Varazze a Finale Ligure. Alla sua chiusura venne attivata la nuova stazione omonima posta più all'interno mentre la vecchia stazione era ubicata nelle vicinanze della fascia costiera.

## Strutture e impianti
La stazione era composta da un fabbricato viaggiatori e da un binario adibito principalmente al servizio passeggeri in quanto munito di banchina; ve ne erano inoltre altri 2, sprovvisti di banchina, dedicati al trasporto merci. Era presente anche un piccolo scalo merci dotato di un piano caricatore e di un binario di raccordo.
In seguito alla sua soppressione vennero apportati vari interventi di smantellamento per tutta la stazione.

## Galleria d'immagini

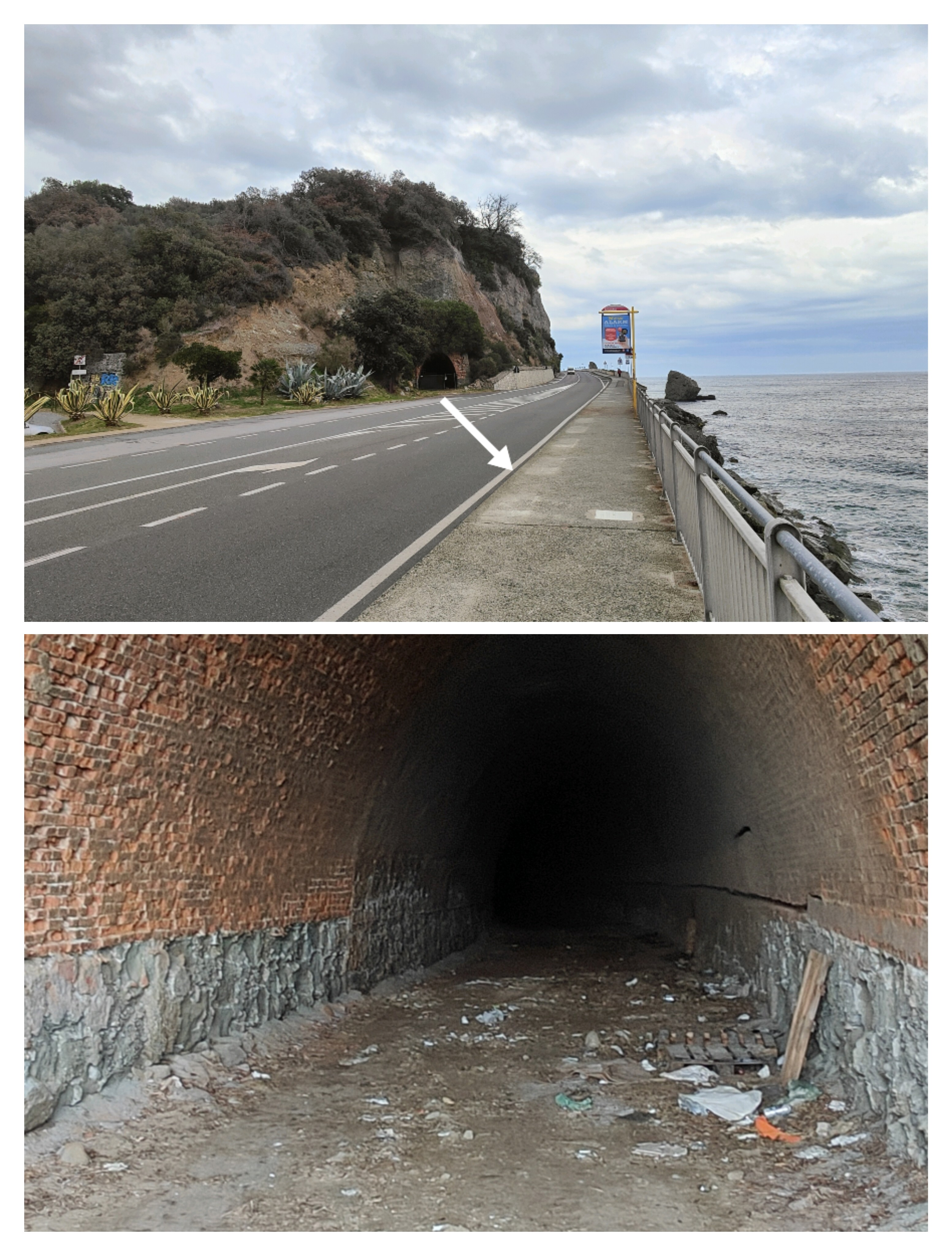
Alla fine del confine albissolese, la galleria (296 mt., direzione Celle) dove esisteva un PL sull'Aurelia e sotto: suo interno (foto nov. 2022)
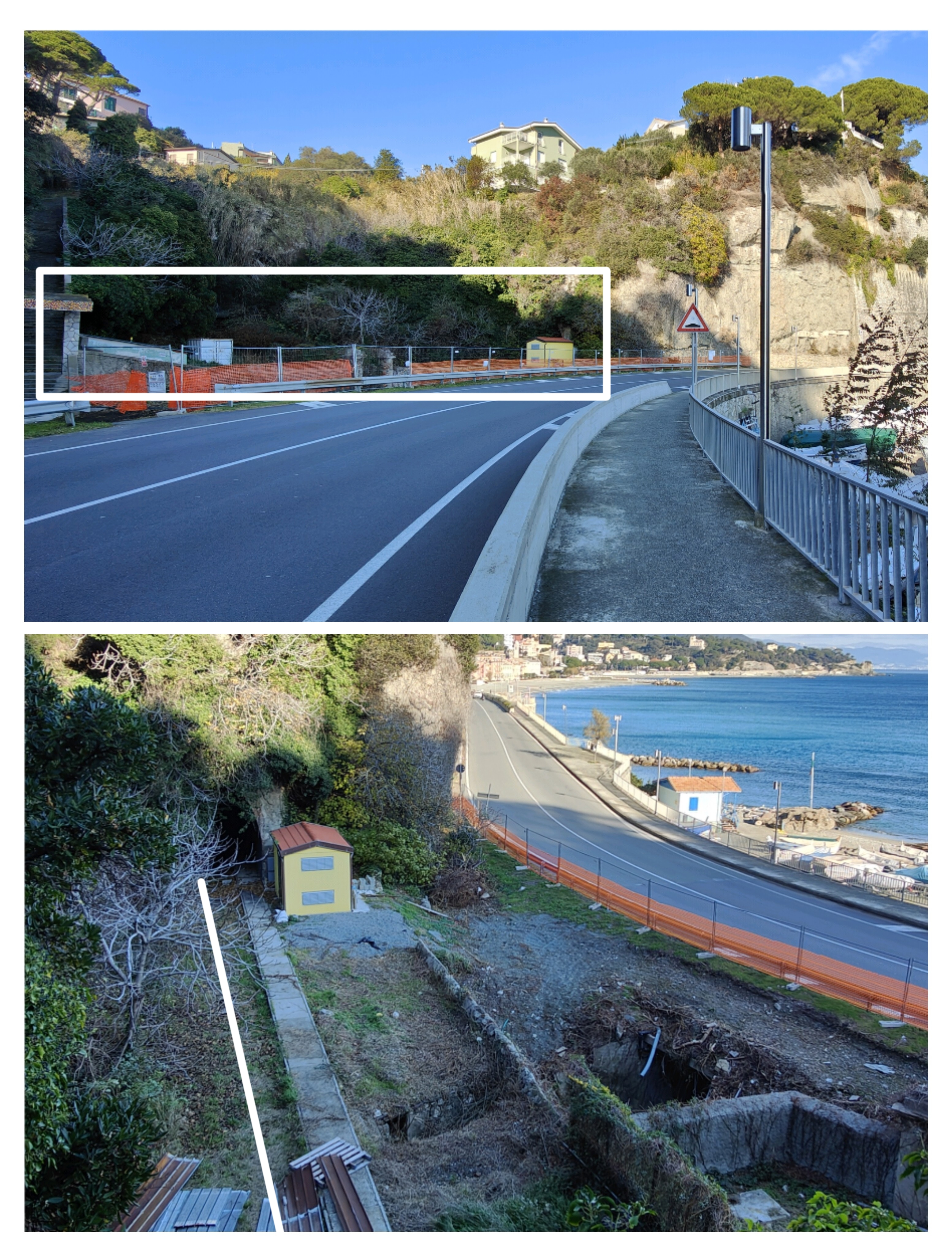
La zona dove sbuca la galleria precedente, con l'ex casello FS a 30 mt. dal marciapiede del lungomare Gambetta, davanti, sulla SS1 (zona porticciolo)
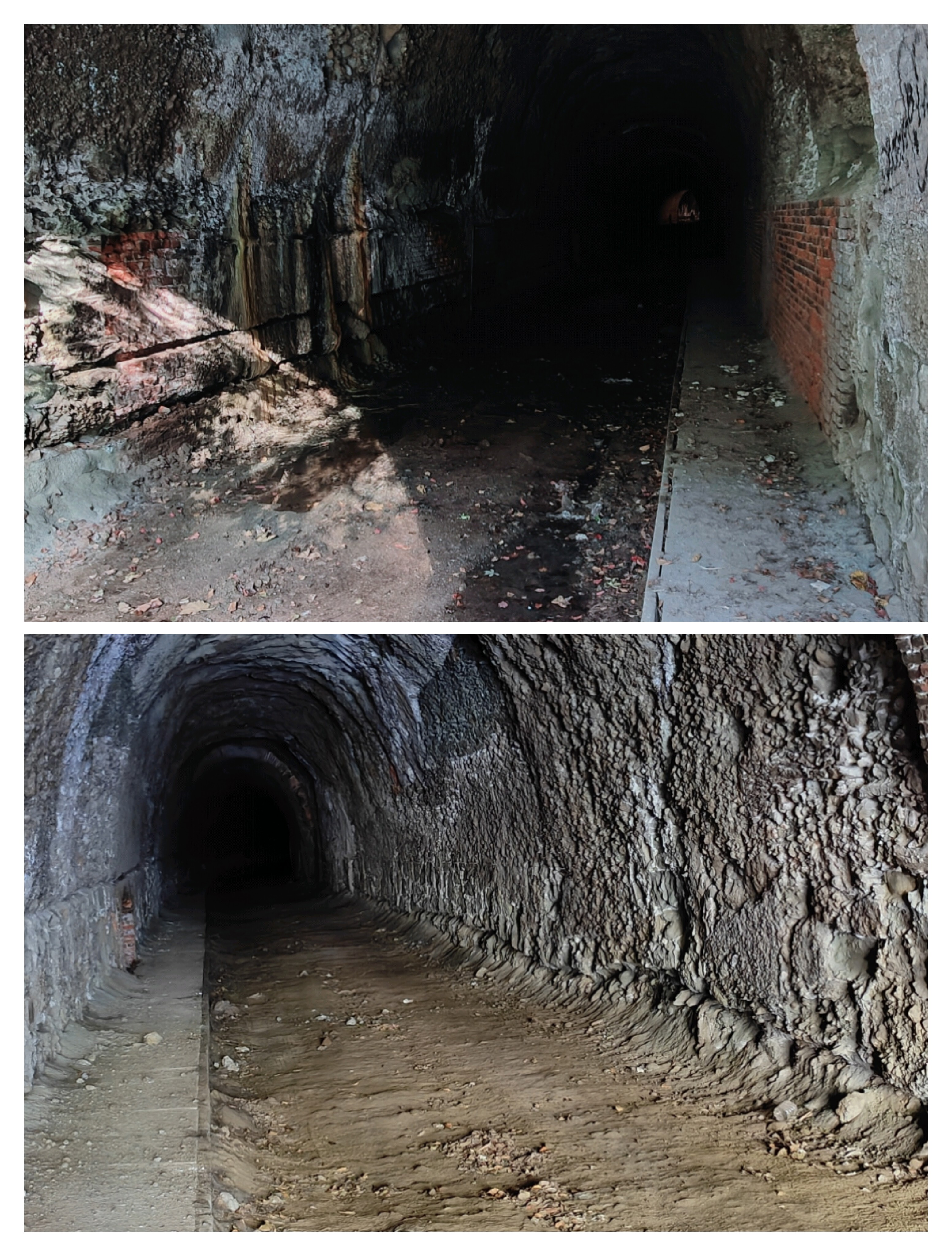
Le due gallerie:  sopra quella (216 mt.) in direzione della stazione e sotto: quella di 296 mt. che, in fondo,  sbuca sulla SS1 (1ª foto)
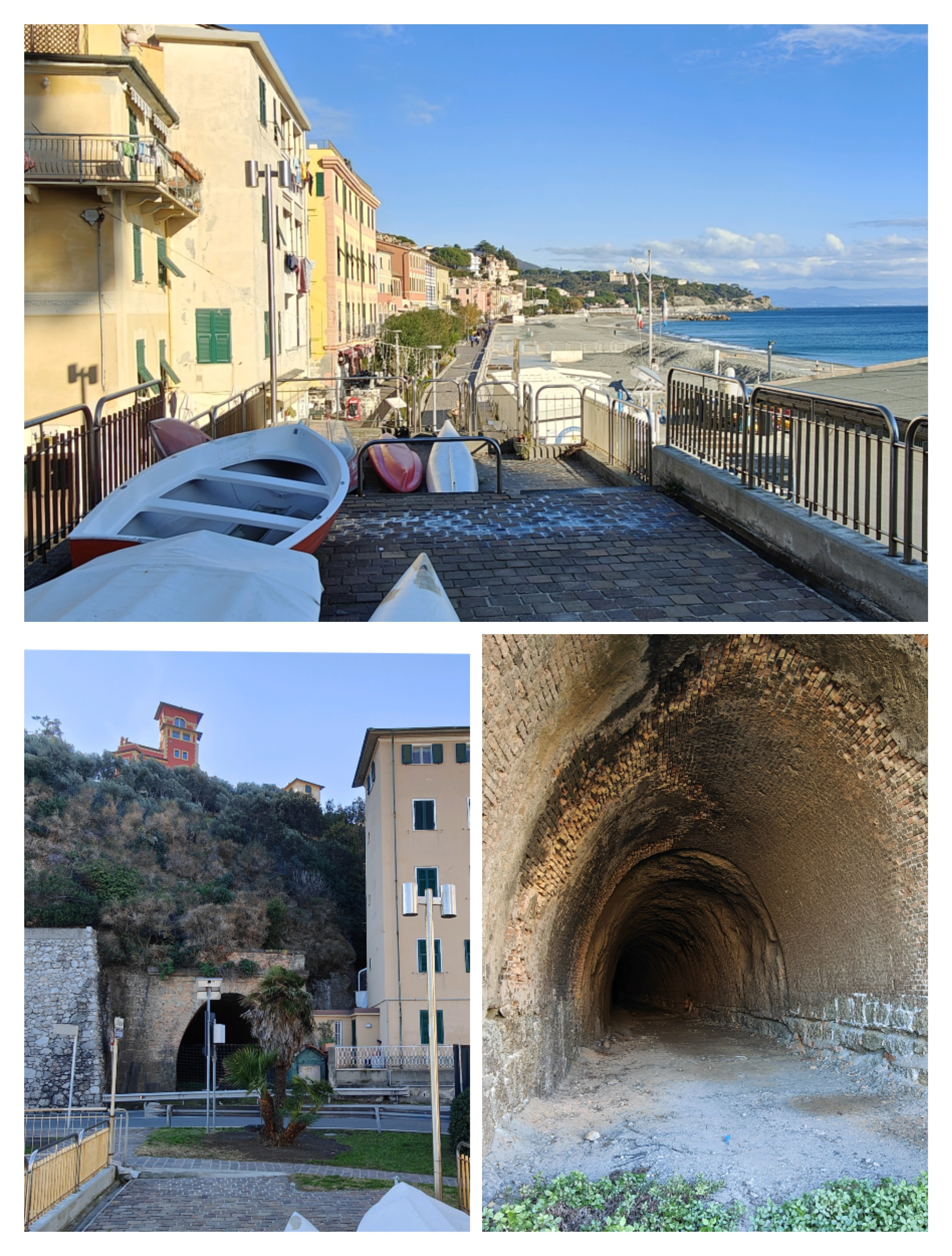
Sopra: lungomare Colombo allineato verso la galleria dove esisteva un PL e foto interno (216 mt.)
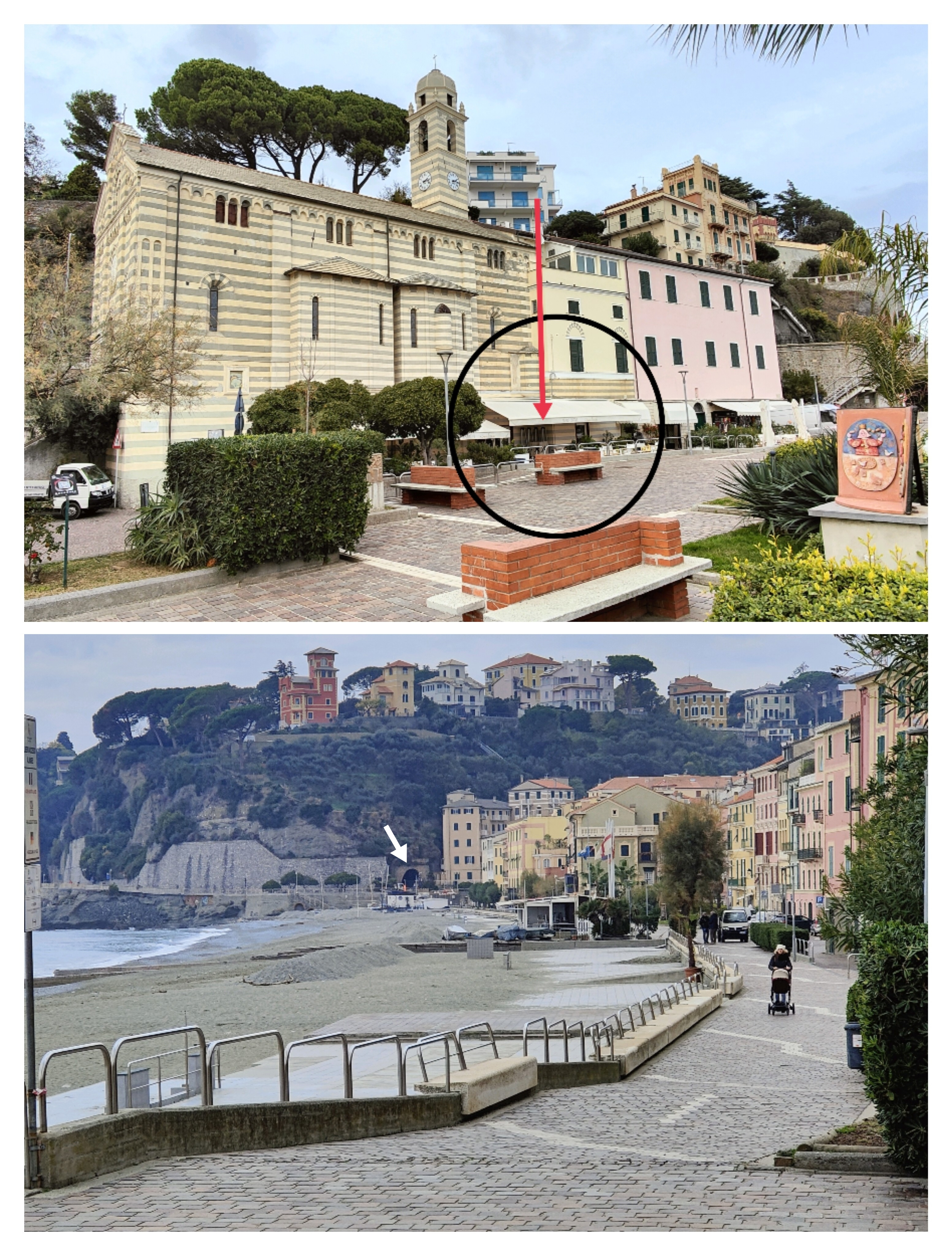
Posiz. esatta, adiacente la [[* Chiesa di Nostra Signora della Consolazione (Celle Ligure)
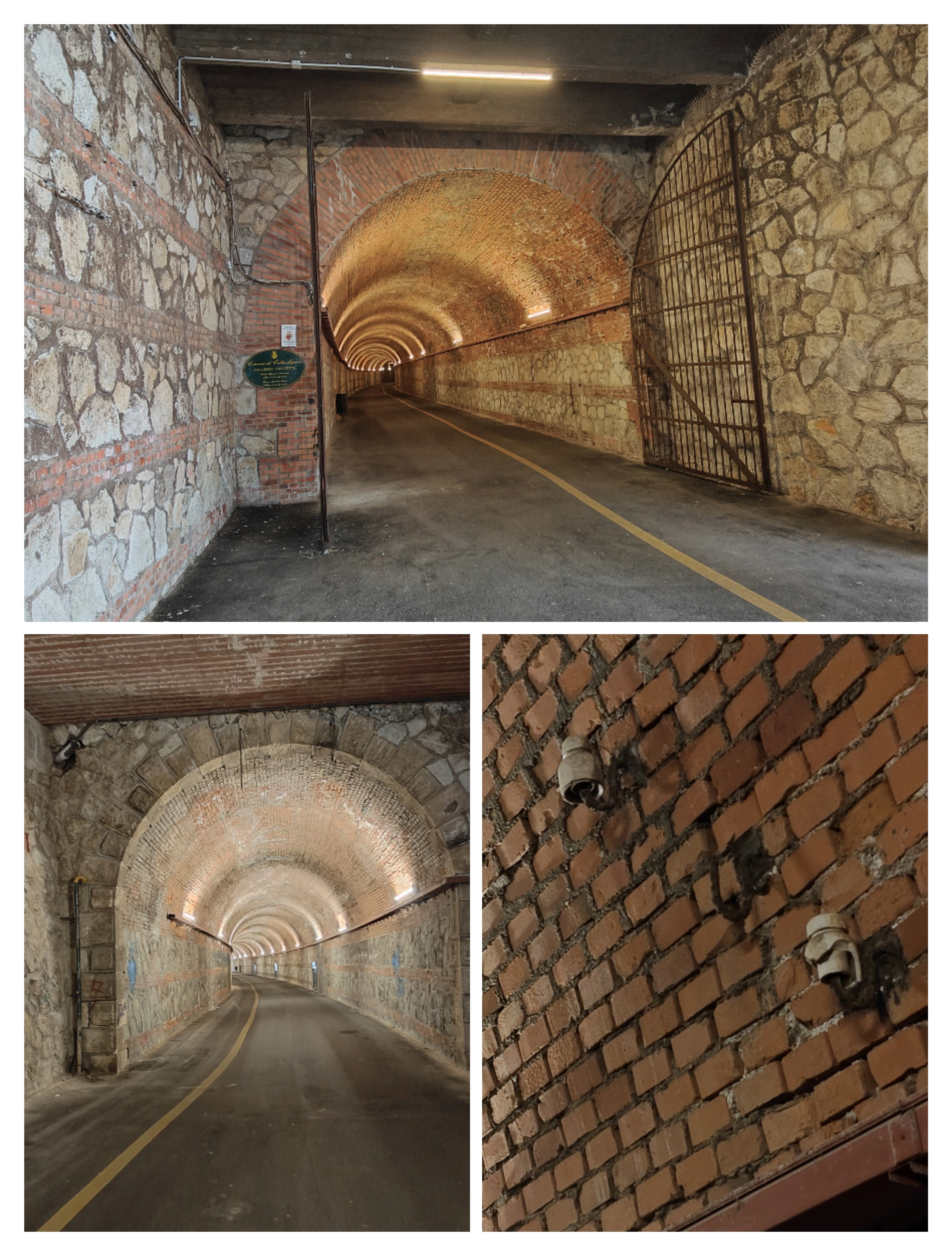
La galleria Crocetta che immetteva sulla ex stazione, sotto: l'uscita, a destra: isolatori a lato (telefono?)
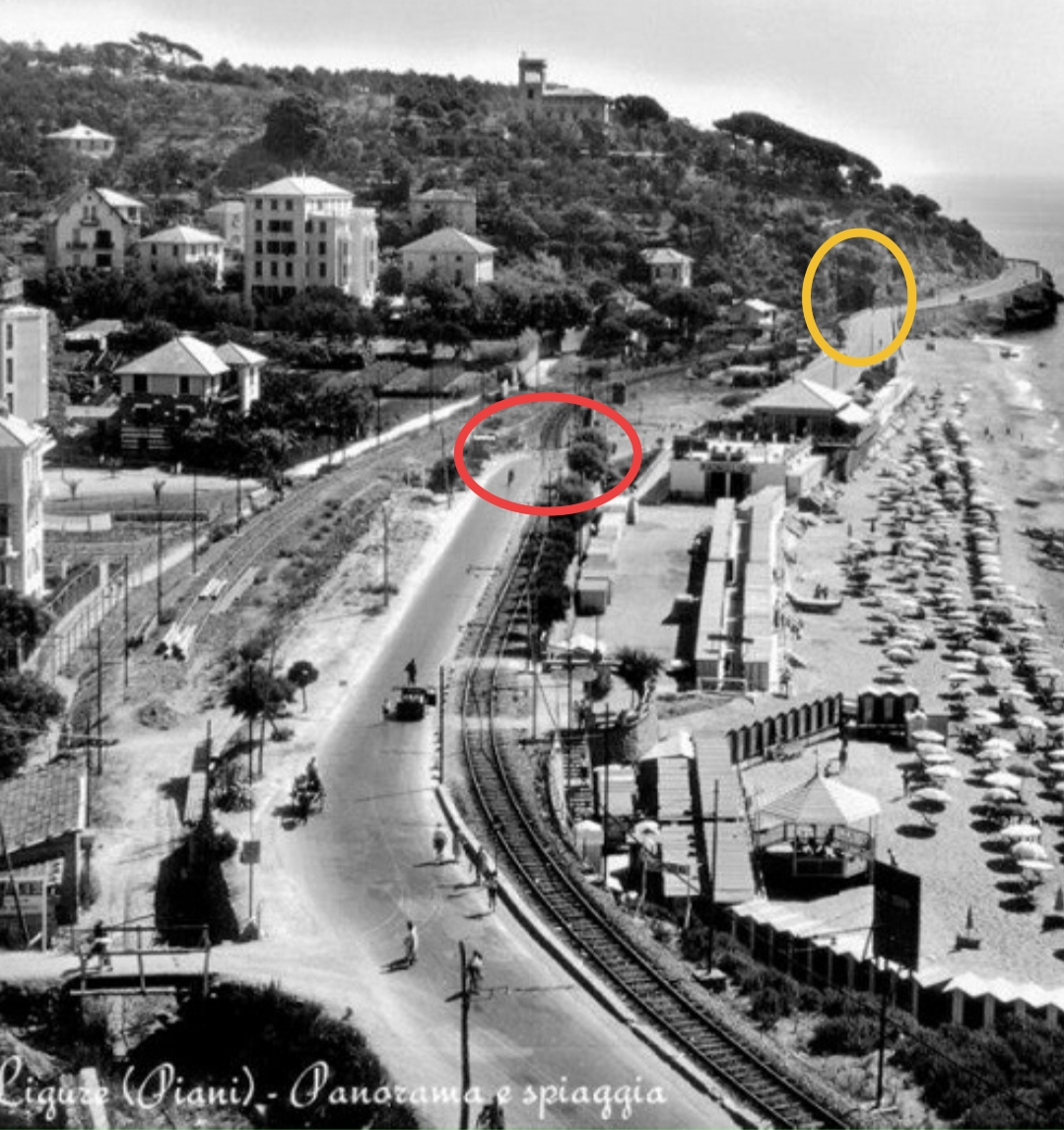
Loc. Piani anni 1950: nel cerchio giallo: galleria oggi chiamata "Artisti della matematica", il vecchio PL sull'Aurelia (cerchio rosso) e i lavori di collegamento per immettersi alla galleria Crocetta
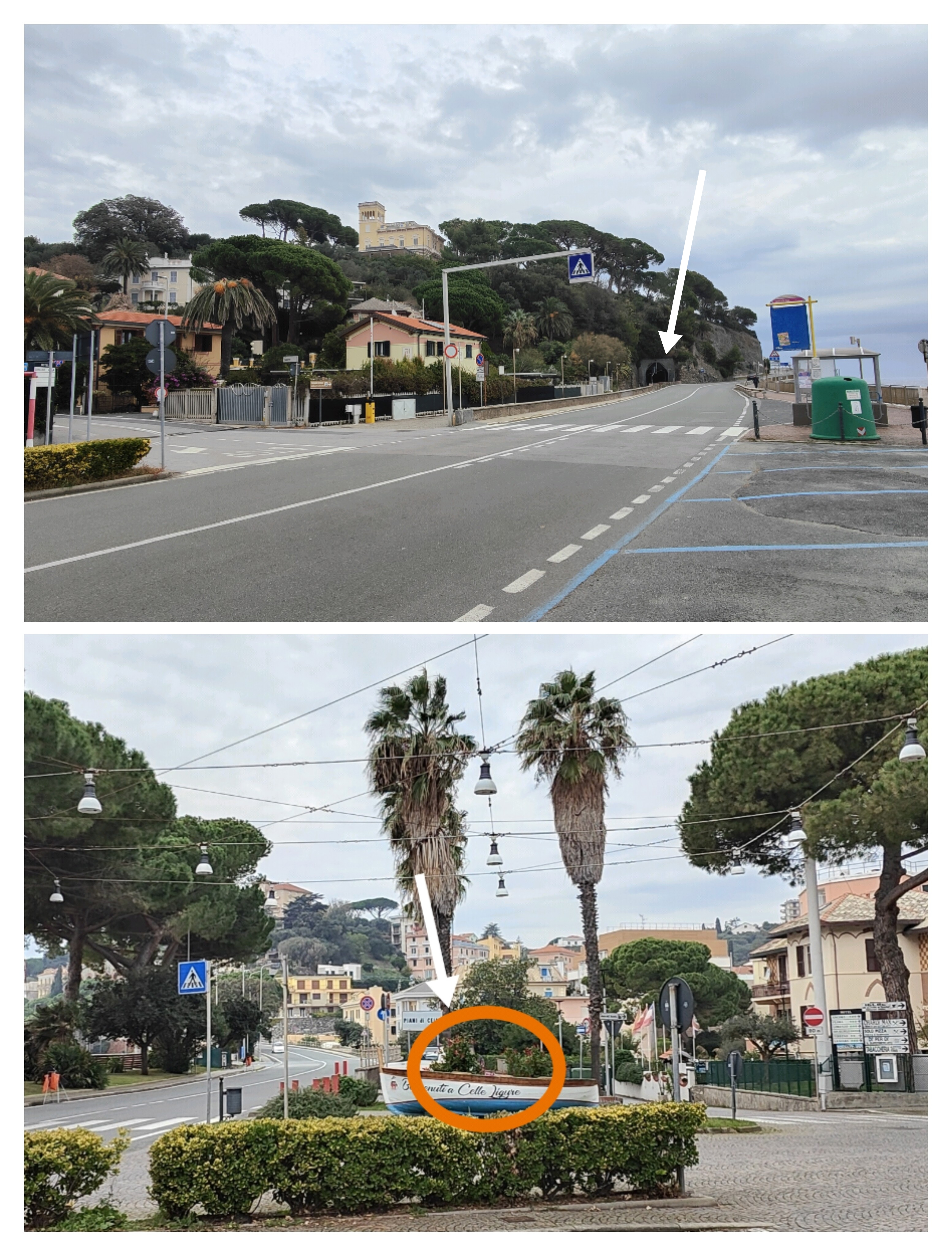
Loc. Piani oggi: la zona fra via Lagorio, v. Roma e la galleria detta Artisti della matematica[6] (180 mt.) per Varazze (freccia), sotto: la strada ex linea FS (cerchio) che conduce alla galleria Crocetta sotto la SS1 che immette a lato della chiesa N.S. della Consolazione
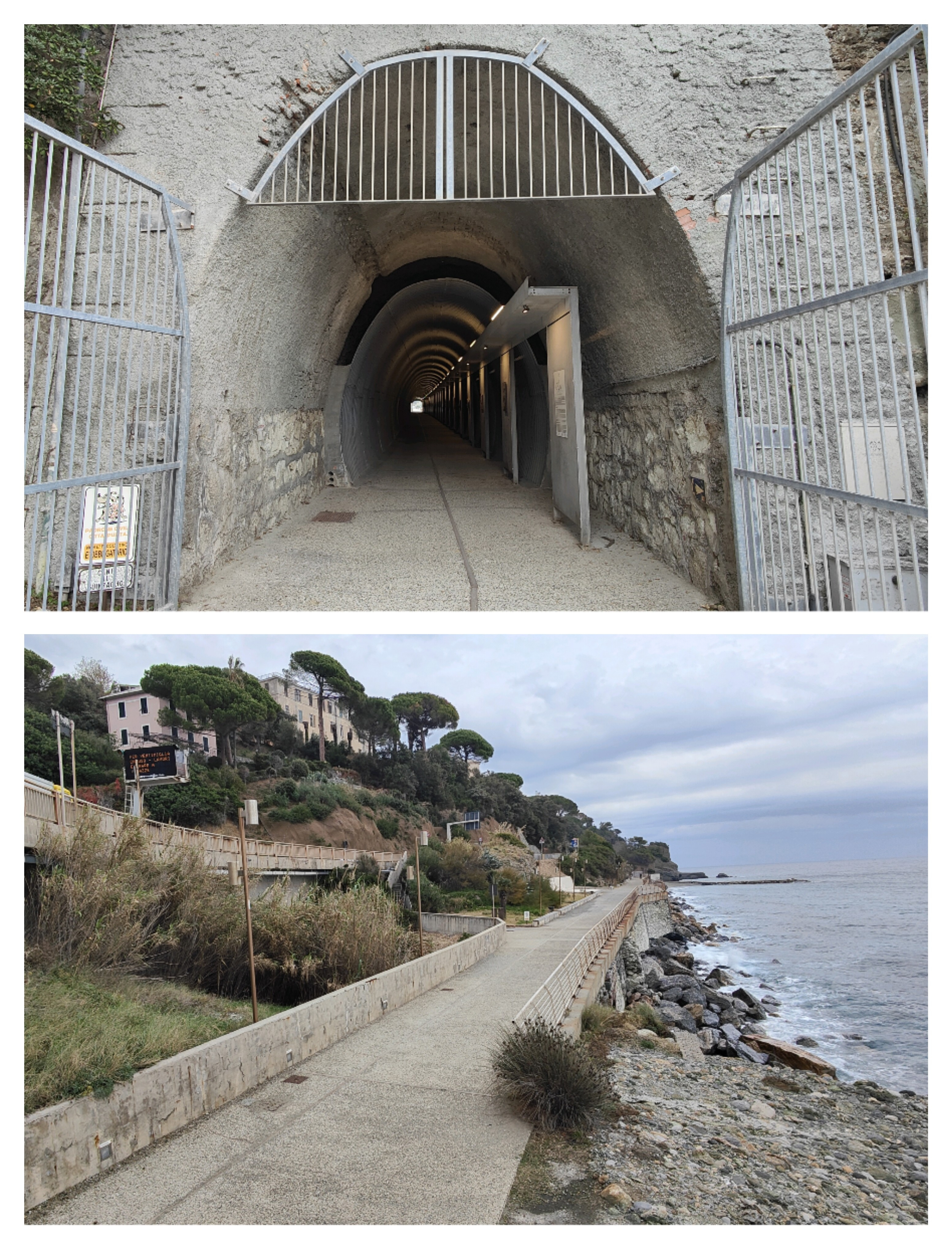
La galleria Artisti della matematica e la passeggiata Sandro Pertini in direzione di Varazze
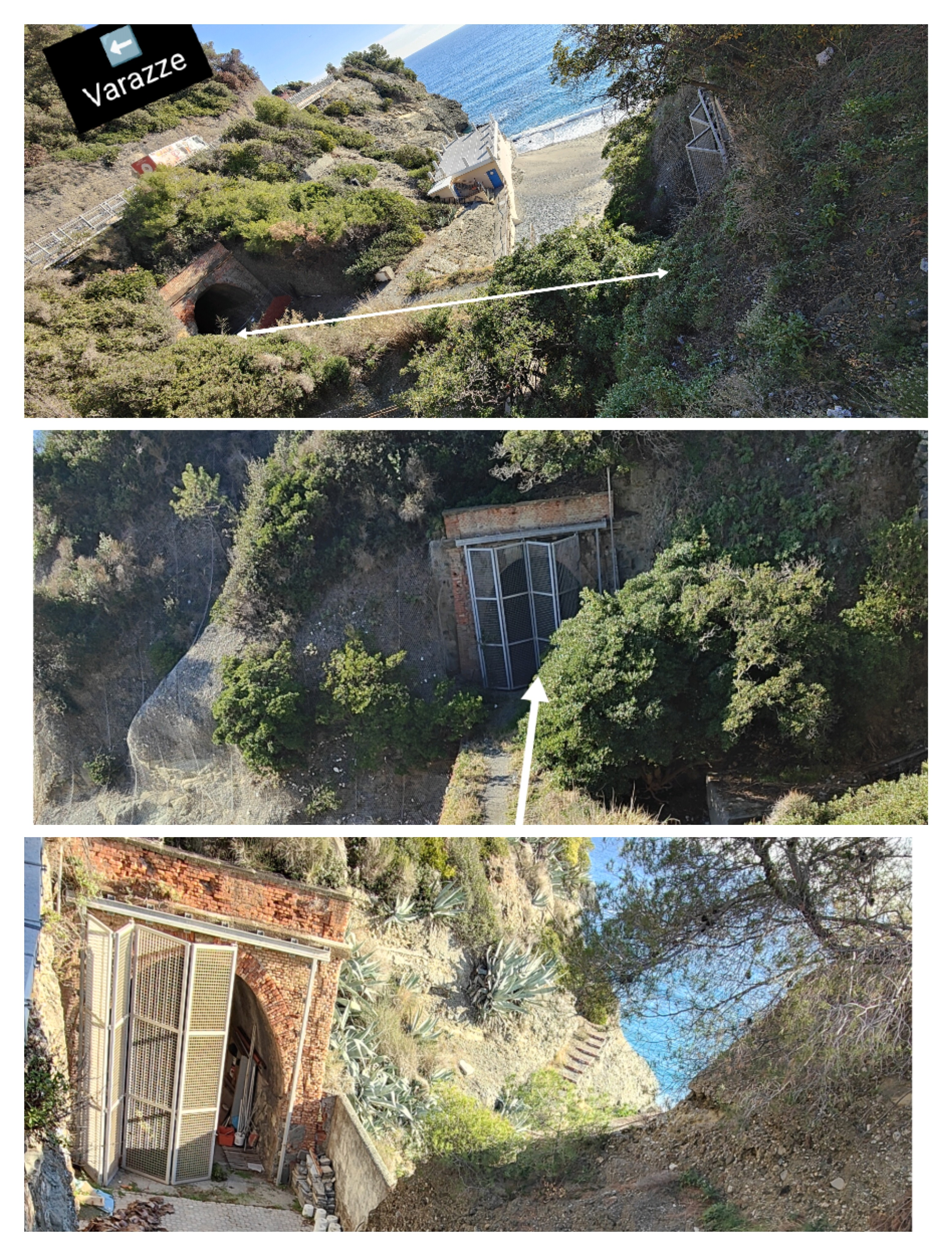
Viadotto all'altezza del cottolengo: sopra la galleria (206 mt.) che porta ad un'ex casello in stato di abbandono, al centro: la galleria di 42 mt. (chiusa d'ambo lati) direzione Celle e sotto: l'uscita della stessa che è posta alla fine della passeggiata Pertini (foto dic.2022)
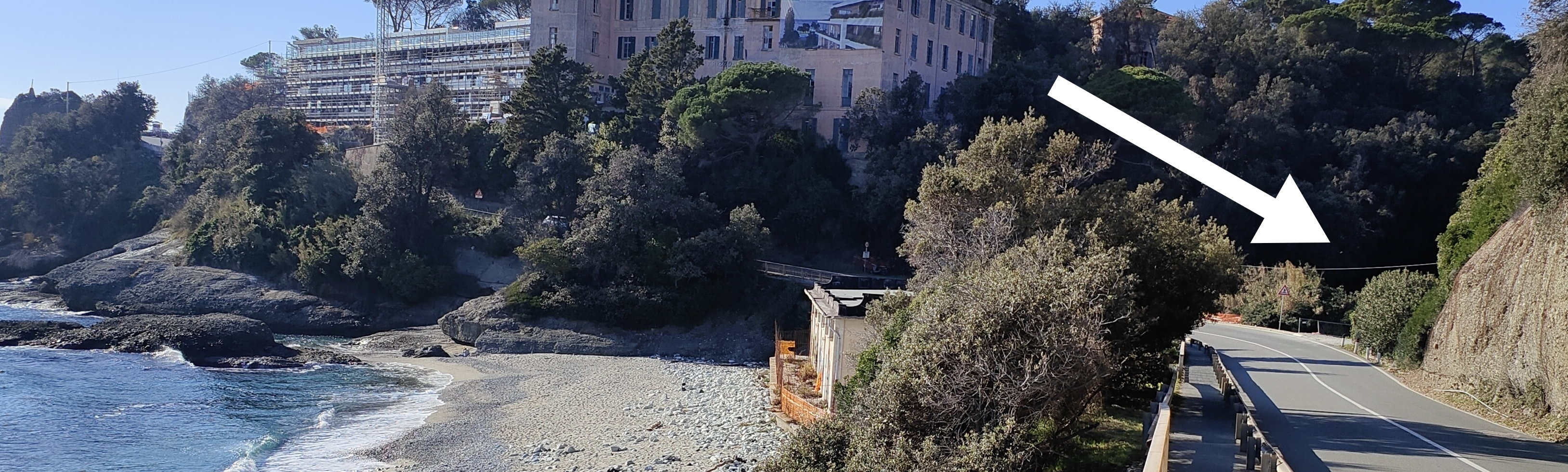
La zona vicino all'ex colonia Bergamasca[7] che porta (freccia, dista 54 mt. dalla SS1) all'ex casello posto fra due gallerie che collegano Celle L. a Varazze
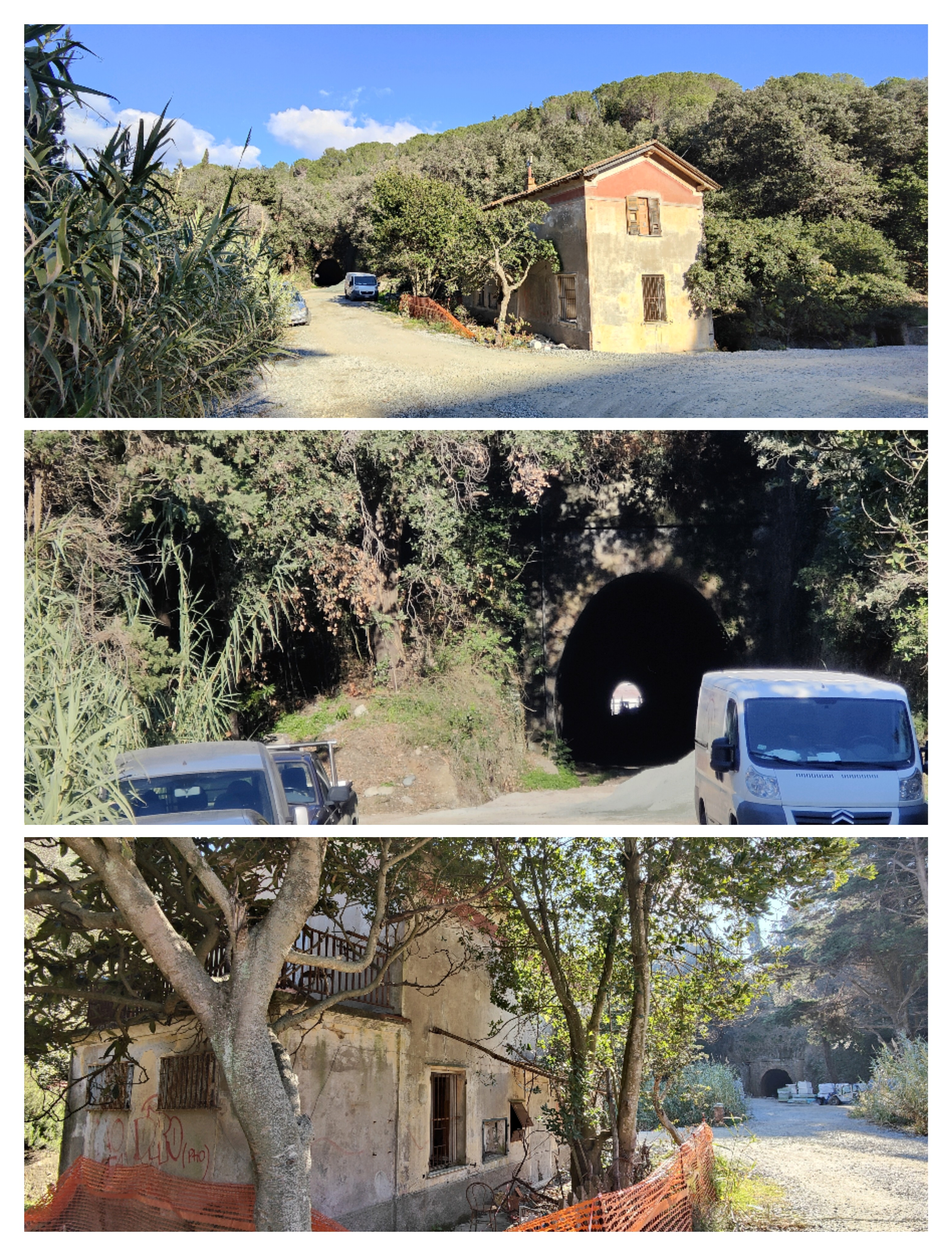
In alto casello con la galleria che sbuca a Varazze fra il cimitero e la SS1, centro: la stessa galleria (402 mt.) vista più da vicino, sotto: l'ex casello - qui visto in  direzione del paese di Celle - con, in fondo, la galleria di 206 mt. (vedasi 10ª immagine per l'altro lato, foto dic. 2022)